# 기저재
기저재 (base)는 치의학 용어 중 하나로, 상아질이 과도하게 소실되어 두께가 불충분한 경우에 사용하여 상아질을 이상적인 두께로 보충해주는 역할을 한다.
치과에서 사용되는 모든 시멘트는 분말의 양을 추가해 기저재로 사용이 가능하며 산화아연 유지놀 시멘트, 글래스 아이오노머 시멘트 등이 기저재로 사용된다.

## 특징
1. 화학적 자극, 열 자극으로부터 치수를 보호해야 한다.
2. 충전 시 충전압력(기계적 자극)으로부터 보호해야 한다.
3. 치수의 진정 효과가 있어야 한다.
4. 항우식 효과가 있어야 한다.
5. 형성된 와동 내면에 형태를 수정과 보완할 수 있어야 한다.[1]

## 같이 보기
- 아말감 (치의학)